# Francisco Boza
Francisco Juan Boza Dibós (Lobitos, 19 de setembro de 1964) é um atirador olímpico peruano, medalhista olímpico.

## Carreira
Francisco Boza representou o Peru nas Olimpíadas, de 1980 a 2004, conquistou a medalha de ouro na Fossa olímpica. Em 2015 foi campeão, no Pan de Toronto, na fossa olímpica.